# Copytus posterosulcus
Copytus posterosulcus is een mosselkreeftjessoort uit de familie van de Neocytherideididae. De wetenschappelijke naam van de soort is voor het eerst geldig gepubliceerd in 1985 door Wang.